# Clasificación para el Campeonato de Naciones de la Concacaf de 1969
La Clasificación para el Campeonato de Naciones de la Concacaf de 1969 fue el torneo que determinó a los clasificados a la Campeonato de Naciones de la Concacaf de 1969 a realizarse en Costa Rica.
Haití no se inscribió a tiempo al campeonato que inició en noviembre y fue excluido pese a haber clasificado.

## Resultados
| Equipo 1              | Agr. | Equipo 2       | Ida | Vuelta |
| --------------------- | ---- | -------------- | --- | ------ |
| Haití                 | 3-0  | Estados Unidos | 2-0 | 1-0    |
| México                | 4-2  | Bermudas       | 3-0 | 1-2    |
| Jamaica               | 3-2  | Panamá         | 1-1 | 2-1    |
| Antillas Neerlandesas | w.o. | Honduras       | -   | -      |
| Trinidad y Tobago     | w.o. | El Salvador    | -   | -      |

### Haití - Estados Unidos
| 20 de abril de 1969 | Haití                   | 2:0 (1:0) | Estados Unidos | Estadio Sylvio Cator, Puerto Príncipe                     |                                                           |
|                     | Obas 8' · Saint-Vil 54' |           |                | Asistencia: 6 917 espectadores Árbitro(s): Javier Galindo | Asistencia: 6 917 espectadores Árbitro(s): Javier Galindo |

| 11 de mayo de 1969                                                                         | Estados Unidos | 0:1 (0:1) (Global 0:3) | Haití         | SDCCU Stadium, San Diego                                |                                                         |
|                                                                                            |                |                        | Saint-Vil 43' | Asistencia: 4 274 espectadores Árbitro(s): Keith Dustan | Asistencia: 4 274 espectadores Árbitro(s): Keith Dustan |
| Estos partidos también sirvieron como eliminatoria hacia la Copa Mundial de Fútbol de 1970 |                |                        |               |                                                         |                                                         |

### México - Bermudas
| 21 de octubre de 1969 | México                          | 3:0 (2:0) | Bermudas | Estadio Azteca, Ciudad de México                              |                                                               |
|                       | Mancilla 5' 30' · Langarica 51' |           |          | Asistencia: 40 000 espectadores Árbitro(s): Salvador Martínez | Asistencia: 40 000 espectadores Árbitro(s): Salvador Martínez |

| 2 de noviembre de 1969 | Bermudas                   | 2:1 (1:0) (Global 2:4) | México      | Estadio Nacional, Hamilton                                    |                                                               |
|                        | Brangman 36' · Dowling 62' |                        | Santana 56' | Asistencia: 10 000 espectadores Árbitro(s): John Di Salvatori | Asistencia: 10 000 espectadores Árbitro(s): John Di Salvatori |

### Jamaica - Panamá
| 4 de noviembre de 1969 | Jamaica          | 1:1 (1:0) | Panamá    | Estadio Nacional, Kingston                               |                                                          |
|                        | Zaidie ?' (pen.) |           | Tapia 46' | Asistencia: 8 000 espectadores Árbitro(s): Franz Figaroa | Asistencia: 8 000 espectadores Árbitro(s): Franz Figaroa |

| 5 de noviembre de 1969 | Jamaica               | 2:1 (1:1) (Global 3:2) | Panamá       | Estadio Nacional, Kingston |                           |
|                        | Largie 27' · Hill 85' |                        | Espinoza 20' | Árbitro(s): Franz Figaroa  | Árbitro(s): Franz Figaroa |

### Antillas Neerlandesas - Honduras
Honduras fue descalificado debido a la «Guerra del Fútbol» con El Salvador, por lo que Antillas Neerlandesas avanzó en el torneo automáticamente.

### Trinidad y Tobago - El Salvador
El Salvador fue descalificado debido a la «Guerra del Fútbol» con Honduras, así que Trinidad y Tobago avanzó automáticamente.

## Calificados para elCampeonato de Naciones de la Concacaf de 1969
| Bandera de México | Bandera de Jamaica | Bandera de Antillas Neerlandesas | Bandera de Trinidad y Tobago |
| México            | Jamaica            | Antillas Neerlandesas            | Trinidad y Tobago            |